# Fragagnano
Fragagnano é uma comuna italiana da região da Puglia, província de Taranto, com cerca de 5.644 habitantes. Estende-se por uma área de 22 km², tendo uma densidade populacional de 257 hab/km². Faz fronteira com Grottaglie, Lizzano, San Marzano di San Giuseppe, Sava, Taranto.

## Demografia
| Variação demográfica do município entre 1861 e 2011                               |
|                                                                                   |
| Fonte: Istituto Nazionale di Statistica (ISTAT) - Elaboração gráfica da Wikipedia |